# غوستافو دوران
غوستافو دوران (بالإسبانية: Gustavo Durán)‏ هو دبلوماسي وملحن إسباني، ولد في 1906 في برشلونة في إسبانيا، وتوفي في 1969 في أثينا في اليونان.

## وصلات خارجية
- غوستافو دوران على موقع ميوزك برينز (الإنجليزية)